# Оксбоу (Саскачеван)
Оксбоу (англ. Oxbow) — город на юго-востоке провинции Саскачеван, Канада. Он находится примерно в 58 километрах к западу от границы Саскачевана с Манитобой и примерно в 26 километрах к северу от канадско–американской границы с Северной Дакотой, также он расположен на Канадской Тихоокеанской железной дороге и на Провинциальном Шоссе 18.

## История
Первыми поселенцами в окрестностях Оксбоу были в основном англичане, ирландцы и шотландцы, которые начали заселять этот район в 1882 году. Город же был основан в 1904 году. Он был назван в честь русла Старица на реке Сурис, рядом с которой расположен город. Этимологически слово oxbow является метафорой на шерсть, которую носит вол.
В середине 1950-х годов нефтяные компании начали разрабатывать нефтяные месторождения вокруг этого места. Это положило начало периоду бума, когда персонал переехал в Оксбоу для работы на буровых установках и оказания других услуг нефтяной промышленности. По состоянию на 2010 год в окрестностях насчитывалось около 38 000 нефтяных и газовых скважин. Сельское хозяйство и нефтяная промышленность остаются двумя основными отраслями промышленности города.

## Население
По данным переписи населения Канады в 2021 году, проведенной Статистической службой Канады, население Оксбоу составляет 1286 человек, проживающих в 494 из 574 частных домов, что меньше, чем в 2016 году, когда население составляло 1328 человек. 

## Правительство
Мэр города — Дуг Пирс, который был избран путём аккламации в октябре 2020 года.

## Образование
Главной школой в Оксбоу является школа с дошкольной программой обучения, Oxbow Prairie Horizons School, которая открылась в 2010—2011 учебном году.

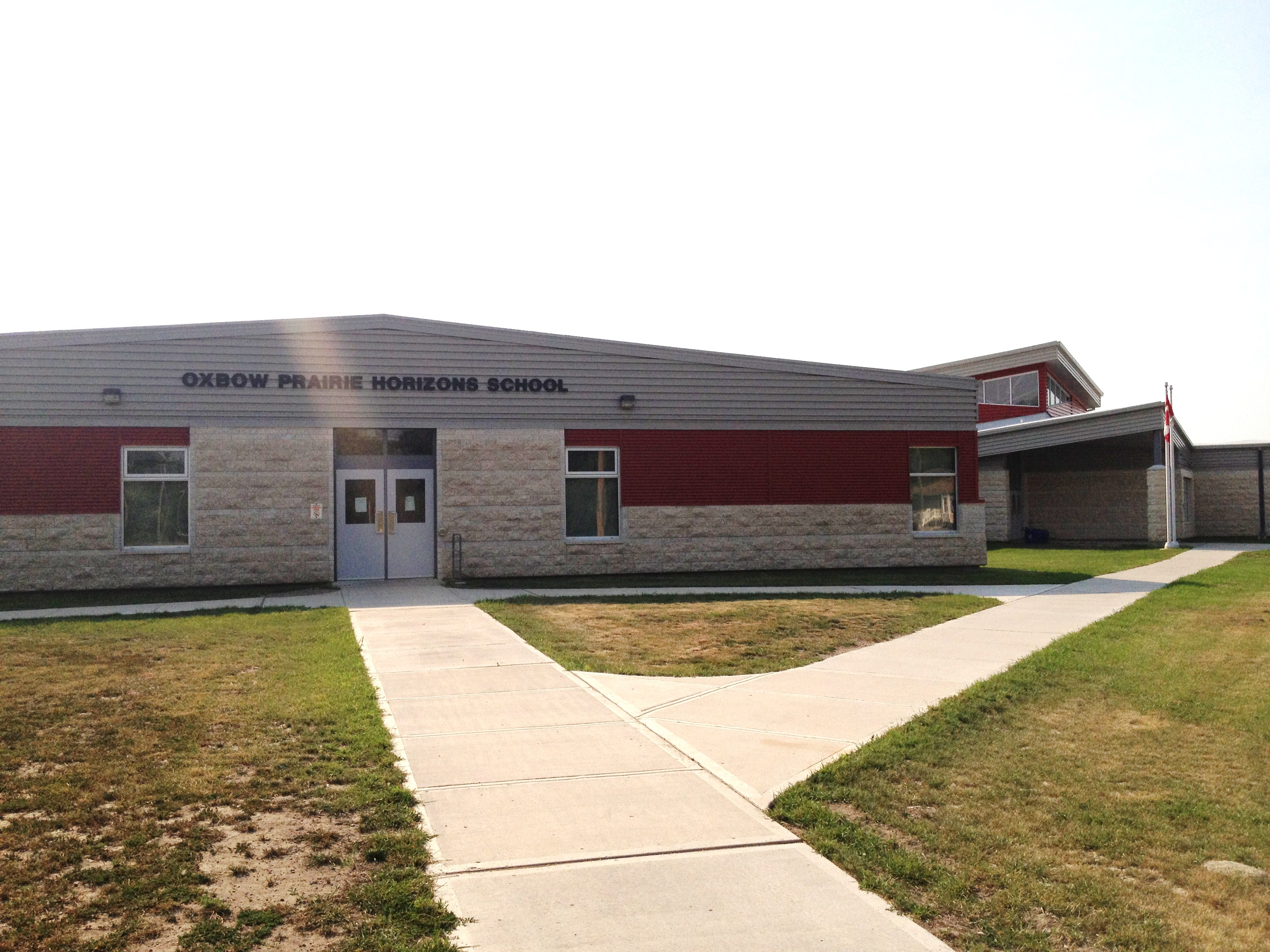
Oxbow Prairie Horizons School